# Cottonwood-Verde Village
Cottonwood-Verde Village é uma Região censo-designada localizada no estado americano de Arizona, no Condado de Yavapai.

## Demografia
Segundo o censo americano de 2000, a sua população era de 10.610 habitantes.

## Geografia
De acordo com o United States Census Bureau tem uma área de 22,7 km², dos quais 22,7 km² cobertos por terra e 0,0 km² cobertos por água.

## Localidades na vizinhança
O diagrama seguinte representa as localidades num raio de 24 km ao redor de Cottonwood-Verde Village.